# Amadou Toumani Touré
Amadou Toumani Touré (Mopti, 4 novembre 1948 – Istanbul, 10 novembre 2020) è stato un politico e generale maliano, Presidente del Mali dal 2007 al 2012.
Generale dell'esercito, rovesciò nel 1991 Moussa Traoré, precedente capo di Stato militare, e gestì il potere nell'anno seguente; successivamente si presentò alle elezioni del 2002, che vinse sostenuto da un'ampia coalizione, ed è stato rieletto nel 2007. Il 21 marzo 2012 un colpo di Stato lo solleva dal potere.

## Biografia
Dopo aver frequentato le scuole a Mopti e successivamente a Bamako, Touré entrò nell'esercito e divenne membro del corpo dei paracadutisti, salendo rapidamente di grado; dopo diversi corsi d'addestramento in Unione Sovietica e in Francia divenne nel 1984 comandante del corpo.
Nel marzo 1991, dopo che alcune manifestazioni pubbliche erano state violentemente represse, partecipò ad un colpo di Stato contro l'allora presidente Moussa Traoré, e divenne il leader del comitato di transizione, assumendo le funzioni di capo di Stato. Organizzò l'assemblea nazionale che, tra il 29 luglio e il 12 agosto 1991 scrisse la costituzione del Mali e le elezioni presidenziali e legislative dell'anno successivo. Dopo di esse lasciò il potere al neoeletto presidente, Alpha Oumar Konaré, guadagnandosi l'appellativo di "Soldato della Democrazia".
Nel giugno 2001 divenne inviato speciale del segretario generale dell'ONU Kofi Annan nella Repubblica Centrafricana dopo il fallito colpo di Stato in questo paese.
Dopo aver lasciato l'esercito nel settembre 2001, ricominciò la sua carriera politica candidandosi alla presidenza dello stato nelle elezioni del 2002; dopo aver ottenuto la maggioranza relativa al primo turno, con il 28,71% dei voti, vinse il ballottaggio con il 64,35%, sconfiggendo l'altro candidato Soumaila Cissé. Touré iniziò il suo mandato l'8 giugno.
Nominò primo ministro Ahmed Mohamed ag Hamani (in seguito sostituito da Ousmane Issoufi Maïga nell'aprile 2004 e poi da Modibo Sidibé il 28 settembre 2007), e scelse ministri provenienti da tutti i partiti politici del paese.
Ha fondato la Fondation pour l'enfance una fondazione a favore dell'infanzia, che guida insieme alla moglie, Toure Lobbo Traore.
Il 27 marzo 2007 Touré ha annunciato la sua ricandidatura alla presidenza nelle elezioni del 2007; secondo i risultati, annunciati il 12 maggio, Touré ha vinto le elezioni con 71,20% dei voti, contro il 19,15% del principale oppositore, Ibrahim Boubacar Keïta. Sebbene Keïta e altri tre candidati non abbiano riconosciuto i risultati ufficiali, le elezioni sono state giudicate libere e valide da osservatori internazionali. L'8 giugno 2007, Touré ha giurato per il suo secondo mandato, in una cerimonia cui hanno preso parte altri sette presidenti africani.
Il 21 marzo 2012 un colpo di Stato militare lo solleva dal potere designando qualche giorno dopo presidente ad interim il presidente dell'Assemblea nazionale Dioncounda Traoré.